# إميل فيرهارن
إميل فيرهارن (12 مايو، 1855 - 27 نوفمبر، 1916) شاعر بلجيكي نشر كتب باللغة الفرنسية وأحد مؤسسي المدرسة الرمزية.
ولد في عائلة من الطبقة المتوسطة في مدينة سينت أماندس الواقعة الإقليم الفلمنكي لكنها تتكلم الفرنسية. زمع ذلك كان فيرهارن يتحدث أيضا اللغة المحلية الفلمنكية. في سن الحادية عشرة أرسل إلى مدرسة داخلية تابعة لليسوعيين في سان باربي حيث اكتسب الثقافة الفرنسية. ثم رحل لدراسة القانون في جامعة لوفان.
وهناك بدأ محاولاته الأدبية الأولى وهو ما زال طالبًا. وكون صداقات مع بعض الطلبة النوابغ، والذين ساهموا معًا فيما بعد بإحداث ثورة فنية عبر مجلة La Jeune Belgique «بلجيكا الفتاة».
وبعد نيله درجة الدكتوراه في القانون، بدأ التدريب في المحاماة مع إدمون بيكار وهو محام جنائي مشهور، ولعب أيضًا دورًا محوريًا على الساحة الفنية في بروكسل. وكان إميل على صلة دائمة بالكتاب والفنانين الشباب ذوي الأفكار المتطرفة في التجديد الفني. ترافع في قضيتين اثنتين فقط أمام القضاء، ثم كرس حياته للشعر والأدب. وسرعان ما أصبح زعيمًا لتيار الإحياء الفني في مطلع القرن.

## روابط خارجية
- إميل فيرهارن على موقع الموسوعة البريطانية (الإنجليزية)
- إميل فيرهارن على موقع ميوزك برينز (الإنجليزية)
- إميل فيرهارن على موقع ديسكوغز (الإنجليزية)